# Bildstock (Lahm, nördlicher Ortsausgang)

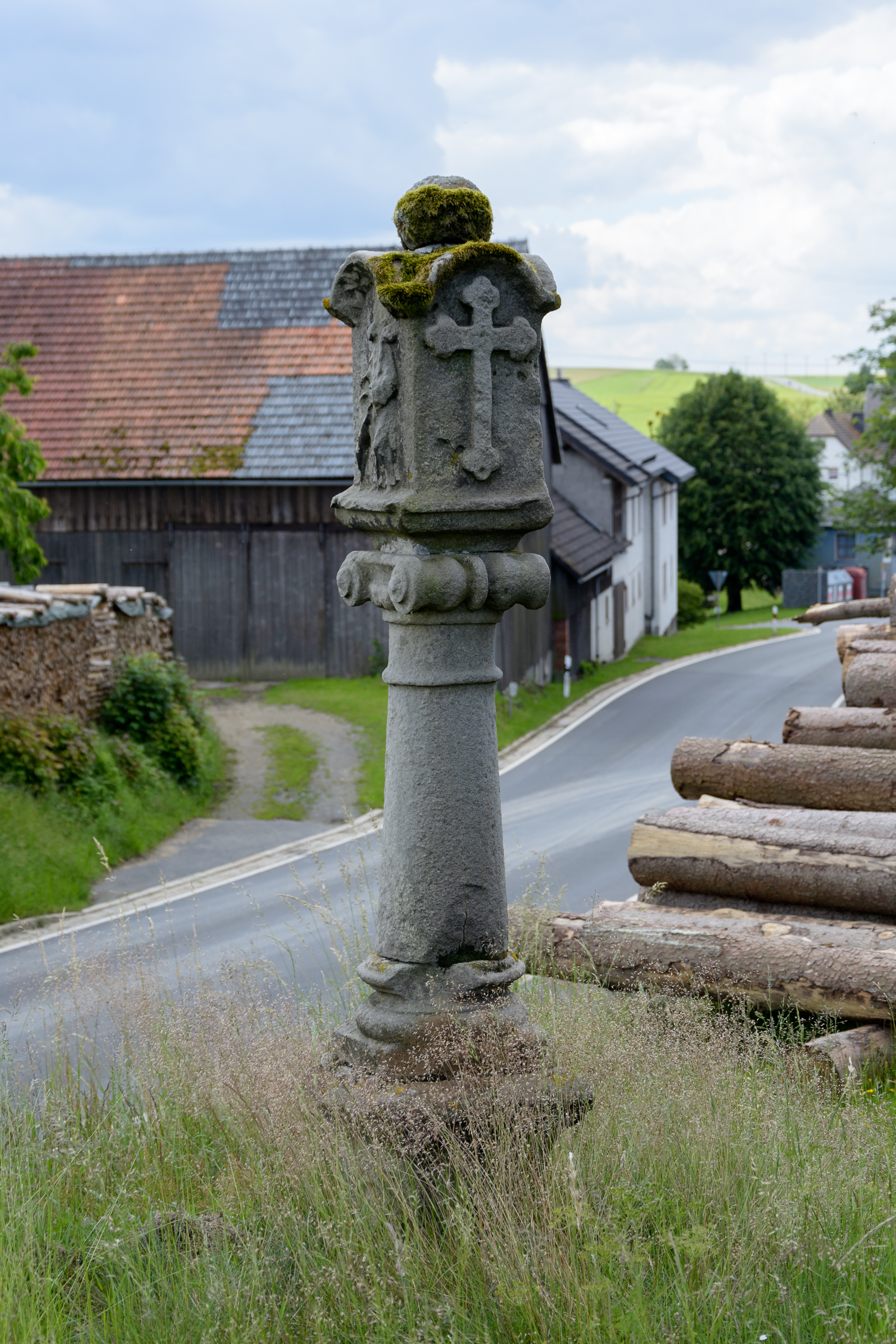
Bildstock am nördlichen Ortsausgang von Lahm

Der Bildstock am nördlichen Ortsausgang von Lahm, einem Gemeindeteil der im oberfränkischen Landkreis Kronach gelegenen Gemeinde Wilhelmsthal, ist ein als Baudenkmal geschütztes Kleindenkmal.

## Beschreibung
Der aus Sandstein gefertigte Bildstock steht erhöht links neben der Staatsstraße St 2200 in Richtung Effelter. Er wurde im 17. oder 18. Jahrhundert zur Erinnerung an eine Frau errichtet, die am Standort des Denkmals von einer scheuenden Kuh angegriffen und getötet worden sein soll. Die vier Felder am quadratischen Sockel waren einst mit Reliefs verziert, die durch starke Verwitterung nicht mehr erkennbar sind. Auf dem Sockel steht ein kurzer Säulenschaft, der mit einem ionischen Kapitell endet. Darauf ruht ein vierseitiger Aufsatz, der von einer Steinkugel bekrönt wird. Unter seinen eingezogenen Rundbogen sind Reliefs mit Darstellungen des heiligen Ägidius, der Krönung Mariens, eines Kleeblattkreuzes und der Glosberger Muttergottes zu erkennen. Eine Marienstatue in dem nördlich der Kreisstadt Kronach gelegenen Wallfahrtsort Glosberg soll 1727 mehrmals blutige Tränen geweint haben, weshalb dieses Motiv auf zahlreichen Bildstöcken im Frankenwald zu finden ist.